# Autorité statutaire
Une autorité statutaire est un organe légal habilité à légiférer pour le compte du pays ou d'un État. On les trouve généralement dans les pays gouvernés par une démocratie parlementaire comme le Royaume-Uni et les pays du Commonwealth britannique, tels que le Canada, l'Australie, la Nouvelle-Zélande et l'Inde. On en trouve également en Israël. Les autorités statutaires peuvent également être des sociétés statutaires, si elles sont créées en tant que personne morale.